# Gorgan Wyszkowski
Gorgan Wyszkowski (ukr. Вишківський Ґорґан, Wyszkiwśkyj Gorgan) – szczyt górski w Gorganach Zachodnich zlokalizowany na granicy ukraińskich obwodów iwanofrankiwskiego i zakarpackiego.

## Geografia
Gorgan Wyszkowski wznosi się na wysokość 1440 m n.p.m. (inne podawane wartości to 1427 oraz 1439,9 m a dawniej także 1443 m) przy wybitności równej 344 m i izolacji wynoszącej 4,5 km – najbliższy wyższy szczyt to Ozerna na południowym zachodzie. Znajduje się na głównej linii  wododziału biegnącej przez Beskidy Wschodnie, w zachodniej części Gorganów, pomiędzy Gorganem Przysłup (1306 m) i Załomem (1247 m) na północnym zachodzie oraz Małym Gorganem (1365 m), Tersą (1074 m) i Jaworową Kiczerą (1112 m) na wschodzie. Położony jest ok. 7 km na południowy wschód od Przełęczy Toruńskiej oddzielającej Gorgany od Bieszczadów Wschodnich. Najbliższe miejscowości to Wyszków (na północy), Swoboda (na wschodzie), Synewyrśka Polana (na południu) oraz Łopuszne i Toruń na zachodzie.
Potoki spływające z jego północno-wschodnich zboczy wpadają do Czarnej Roztoki, dopływu Świcy. Po stronie zakarpackiej część wód uchodzi do Terebli (zbocza południowe), część zaś spływa w kierunku Łopusznej i dalej Rika (zachodnie).
Wierzchołek porośnięty jest lasem.

## Ochrona przyrody i turystyka
Południowo-zachodnie zbocza Gorganu Wyszkowskiego znajdują się w granicach utworzonego w 1989 roku Parku Narodowego „Synewyr”.
Głównym grzbietem wododziałowym prowadzi znakowany na czerwono Wschodniokarpacki Szlak Turystyczny (8,6 km do Przełęczy Toruńskiej oraz 10,1 km do doliny Świcy), który powiela w tym miejscu trasę Głównego Szlaku Karpackiego z lat 30. XX wieku. Z przełęczy pomiędzy Gorganem Wyszkowskim a Gorganem Przysłup od strony zakarpackiej prowadzi znakowany na niebiesko szlak znad jeziora Synewyr (6,3 km)